# Grand Prix Abú Zabí 2014
Grand Prix Abú Zabí 2014 (oficiálně 2014 Formula 1 Etihad Airways Abu Dhabi Grand Prix) se jela na okruhu Yas Marina, v emirátu Abú Zabí ve Spojených arabských emirátech dne 23. listopadu 2014. Závod byl devatenáctým a zároveň posledním v pořadí v sezóně 2014 šampionátu Formule 1.

## Kvalifikace
| Poř.                       | No. | Jezdec            | Konstruktér             | Časy v kvalifikaci | Časy v kvalifikaci | Časy v kvalifikaci | Pořadí na startu |
| Poř.                       | No. | Jezdec            | Konstruktér             | Q1                 | Q2                 | Q3                 | Pořadí na startu |
| -------------------------- | --- | ----------------- | ----------------------- | ------------------ | ------------------ | ------------------ | ---------------- |
| 1                          | 6   | Nico Rosberg      | Mercedes                | 1:41.308           | 1:41.459           | 1:40.480           | 1                |
| 2                          | 44  | Lewis Hamilton    | Mercedes                | 1:41.207           | 1:40.920           | 1:40.866           | 2                |
| 3                          | 77  | Valtteri Bottas   | Williams-Mercedes       | 1:42.346           | 1:41.376           | 1:41.025           | 3                |
| 4                          | 19  | Felipe Massa      | Williams-Mercedes       | 1:41.475           | 1:41.144           | 1:41.119           | 4                |
| 5                          | 26  | Daniil Kvjat      | Toro Rosso-Renault      | 1:42.302           | 1:42.082           | 1:41.908           | 5                |
| 6                          | 22  | Jenson Button     | McLaren-Mercedes        | 1:42.137           | 1:41.875           | 1:41.964           | 6                |
| 7                          | 7   | Kimi Räikkönen    | Ferrari                 | 1:42.439           | 1:42.168           | 1:42.236           | 7                |
| 8                          | 14  | Fernando Alonso   | Ferrari                 | 1:42.467           | 1:41.940           | 1:42.866           | 8                |
| 9                          | 20  | Kevin Magnussen   | McLaren-Mercedes        | 1:42.104           | 1:42.198           |                    | 9                |
| 10                         | 25  | Jean-Éric Vergne  | Toro Rosso-Renault      | 1:42.413           | 1:42.207           |                    | 10               |
| 11                         | 11  | Sergio Pérez      | Force India-Mercedes    | 1:42.654           | 1:42.239           |                    | 11               |
| 12                         | 27  | Nico Hülkenberg   | Force India-Mercedes    | 1:42.444           | 1:42.384           |                    | 12               |
| 13                         | 99  | Adrian Sutil      | Sauber-Ferrari          | 1:42.746           | 1:43.074           |                    | 13               |
| 14                         | 8   | Romain Grosjean   | Lotus-Renault           | 1:42.768           |                    |                    | 18               |
| 15                         | 21  | Esteban Gutiérrez | Sauber-Ferrari          | 1:42.819           |                    |                    | 14               |
| 16                         | 13  | Pastor Maldonado  | Lotus-Renault           | 1:42.860           |                    |                    | 15               |
| 17                         | 10  | Kamui Kobajaši    | Caterham-Renault        | 1:44.540           |                    |                    | 16               |
| 18                         | 46  | Will Stevens      | Caterham-Renault        | 1:45.095           |                    |                    | 17               |
| EX                         | 1   | Sebastian Vettel  | Red Bull Racing-Renault | 1:42.495           | 1:42.147           | 1:41.893           | 19               |
| EX                         | 3   | Daniel Ricciardo  | Red Bull Racing-Renault | 1:42.204           | 1:41.692           | 1:41.267           | 20               |
| 107% času vítěze: 1:48.291 |     |                   |                         |                    |                    |                    |                  |
| DNP                        | 17  | Jules Bianchi     | Marussia-Ferrari        | Bez času           |                    |                    |                  |
| DNP                        | 4   | Max Chilton       | Marussia-Ferrari        | Bez času           |                    |                    |                  |
| Zdroj:                     |     |                   |                         |                    |                    |                    |                  |

Poznámky
1. ↑  Romain Grosjean obdržel trest posunu o 20 míst vzad za překročení počtu povolených pohonných jednotek.
2. 1 2  Sebastian Vettel a Daniel Ricciardo byli vyřazeni k kvalifikace kvůli použití nelegálního předního křídla.

## Závod
| Poř.   | No. | Jezdec            | Konstruktér             | Počet kol | Čas/Odstoupení | Pořadí na startu | Body |
| ------ | --- | ----------------- | ----------------------- | --------- | -------------- | ---------------- | ---- |
| 1      | 44  | Lewis Hamilton    | Mercedes                | 55        | 1:39:02.619    | 2                | 50   |
| 2      | 19  | Felipe Massa      | Williams-Mercedes       | 55        | +2.576         | 4                | 36   |
| 3      | 77  | Valtteri Bottas   | Williams-Mercedes       | 55        | +28.880        | 3                | 30   |
| 4      | 3   | Daniel Ricciardo  | Red Bull Racing-Renault | 55        | +37.237        | PL               | 24   |
| 5      | 22  | Jenson Button     | McLaren-Mercedes        | 55        | +1:00.334      | 6                | 20   |
| 6      | 27  | Nico Hülkenberg   | Force India-Mercedes    | 55        | +1:02.148      | 12               | 16   |
| 7      | 11  | Sergio Pérez      | Force India-Mercedes    | 55        | +1:11.060      | 11               | 12   |
| 8      | 1   | Sebastian Vettel  | Red Bull Racing-Renault | 55        | +1:12.045      | PL               | 8    |
| 9      | 14  | Fernando Alonso   | Ferrari                 | 55        | +1:25.813      | 8                | 4    |
| 10     | 7   | Kimi Räikkönen    | Ferrari                 | 55        | +1:27.820      | 7                | 2    |
| 11     | 20  | Kevin Magnussen   | McLaren-Mercedes        | 55        | +1:30.376      | 9                |      |
| 12     | 25  | Jean-Éric Vergne  | Toro Rosso-Renault      | 55        | +1:31.947      | 10               |      |
| 13     | 8   | Romain Grosjean   | Lotus-Renault           | 54        | +1 kolo        | 18               |      |
| 14     | 6   | Nico Rosberg      | Mercedes                | 54        | +1 kolo        | 1                |      |
| 15     | 21  | Esteban Gutiérrez | Sauber-Ferrari          | 54        | +1 kolo        | 14               |      |
| 16     | 99  | Adrian Sutil      | Sauber-Ferrari          | 54        | +1 kolo        | 13               |      |
| 17     | 46  | Will Stevens      | Caterham-Renault        | 54        | +1 kolo        | 17               |      |
| Ret    | 10  | Kamui Kobajaši    | Caterham-Renault        | 42        | Vibrace        | 16               |      |
| Ret    | 13  | Pastor Maldonado  | Lotus-Renault           | 26        | Motor          | 15               |      |
| Ret    | 26  | Daniil Kvjat      | Toro Rosso-Renault      | 14        | Hnací hřídel   | 5                |      |
| DNP    | 17  | Jules Bianchi     | Marussia-Ferrari        | 0         | Netrénoval     | —                |      |
| DNP    | 4   | Max Chilton       | Marussia-Ferrari        | 0         | Netrénoval     | —                |      |
| Zdroj: |     |                   |                         |           |                |                  |      |

## Konečné pořadí šampionátu
- Tučně je vyznačen jezdec a tým, který získal titul v Poháru jezdců nebo konstruktérů.

Pohár jezdců
|   | Pořadí | Jezdec           | Body |
| - | ------ | ---------------- | ---- |
|   | 1      | Lewis Hamilton   | 384  |
|   | 2      | Nico Rosberg     | 317  |
|   | 3      | Daniel Ricciardo | 238  |
| 2 | 4      | Valtteri Bottas  | 186  |
| 1 | 5      | Sebastian Vettel | 167  |

Pohár konstruktérů
|  | Pořadí | Konstruktér             | Body |
|  | ------ | ----------------------- | ---- |
|  | 1      | Mercedes                | 701  |
|  | 2      | Red Bull Racing-Renault | 405  |
|  | 3      | Williams-Mercedes       | 320  |
|  | 4      | Ferrari                 | 216  |
|  | 5      | McLaren-Mercedes        | 181  |